# Il capolavoro
Il capolavoro è una raccolta di Roberto Vecchioni, pubblicato nel 1991 dall'etichetta discografica Philips.

## Tracce
1. Prologo / Samarcanda – 4:47
2. Velasquez – 7:39
3. Canzone per Laura – 4:34
4. Il capolavoro – 4:38
5. A.R. – 4:40
6. Pani & pesci – 5:04
7. Stranamore (pure questo è amore) – 4:19
8. Per un vecchio bambino – 7:41
9. A te – 4:15
10. Un uomo navigato – 5:05
11. Figlia – 4:31
12. Sette meno uno (il cane, la volpe, la civetta, il fagiano, il cavallo, il falco) – 4:00
13. Vaudeville (ultimo mondo cannibale) – 1:46